# Sino (Einheit)
Sino war ein Flächen- und Feldmaß in Paraguay.
- 1 Sino = 5780 Quadratmeter